# Betta miniopinna
Betta miniopinna là một loài cá thuộc họ Osphronemidae. Đây là loài đặc hữu của Indonesia. Chúng là loài cá nhỏ, thường có kích thước chiều dài khoảng 2,4 xentimét (0,94 in) SL.